# Eithan Urbach
Eithan Urbach (Haifa, 12 gennaio 1977) è un ex nuotatore israeliano.
Specializzato nel dorso ha partecipato alle Olimpiadi di Atlanta 1996 e Sydney 2000. È considerato il più forte nuotatore del suo paese.

## Palmarès
- Europei

Siviglia 1997: argento nei 100m dorso.
Istanbul 1999: bronzo nei 100m dorso.
- Europei in vasca corta

Sheffield 1998: bronzo nei 100m dorso.